# Braunhalden-Schlattboden
Das Natur- und Landschaftsschutzgebiet Braunhalden-Schlattboden befindet sich auf dem Gebiet der Stadt Stühlingen im Landkreis Waldshut.

## Kenndaten
Die Schutzgebiete wurde mit Verordnung des Regierungspräsidiums Freiburg vom 26. Oktober 1997 ausgewiesen. Das NSG hat eine Größe von 56,99 Hektar, es wird unter der Schutzgebietsnummer 3.239 geführt. Das LSG ist 33,16 Hektar groß, es hat die Schutzgebietsnummer 3.37.019. Der CDDA-Code für das Naturschutzgebiet lautet 162541 und entspricht der WDPA-ID.

## Lage und Beschreibung
Das Naturschutzgebiet Braunhalden-Schlattboden befindet sich auf dem Gebiet der Stadt Stühlingen auf der Gemarkung Bettmaringen mit einer Größe von rund 57 ha. Es besteht aus den vier Teilflächen »Halsäcker«, »Schlattboden«, »Braunhalden« und »Tinkofen«. Die Teilfläche »Halsäcker« umfasst die Südhänge in den Gewannen »Halsäcker« und »Andelbach« sowie den Bachlauf selbst. Die Teilfläche »Schlattboden« umfasst die Nord- und Südhänge in den Gewannen »Unterzelgle«, »Unterer Schlattboden« und »Oberer Schlattboden« sowie Teile der Bachaue in den Gewannen »Eichäcker« und »Hinterbeugen«. Die Teilfläche »Braunhalden« umfasst den Steilhang in den Gewannen »Braunhalden« und »Grund« sowie das aufgehobene Naturschutzgebiet »Beugenhölzle« und die Teilfläche »Tinkofen« umfasst Teile der feuchten Bachaue im Gewann »Tinkofen«.
Das Naturschutzgebiet beinhaltet für die Muschelkalklandschaft am Südostrand des Schwarzwaldes eine repräsentative Heckenlandschaft mit ausgedehnten, schützenswerten Kalkmagerrasen, Feuchtgebieten und Saumgesellschaften. Der vielfältiger Naturraum ist von besonderer Eigenart und Schönheit. Es ist der Lebensraum für eine Vielzahl seltener, z. T. stark gefährdeter Tier- und Pflanzenarten.

## Schutzzweck
Wesentlicher Schutzzweck des Naturschutzgebietes ist die Erhaltung und Entwicklung einer für die Muschelkalklandschaft am Südostrand des Schwarzwaldes repräsentativen Heckenlandschaft mit schützenswerten und ausgedehnten Kalkmagerrasen, Feuchtgebieten und Saumgesellschaften
- als Lebensraum für eine Vielzahl seltener, zum Teil stark gefährdeter Tier- und Pflanzenarten,
- als vielfältiger Naturraum von besonderer Eigenart und Schönheit und
- als Bereich mit ungewöhnlich vielfältigen Lebensgemeinschaften, die auf eine großflächig extensive Landnutzung angewiesen sind.

## Arteninventar
Im Naturschutzgebiet Braunhalden-Schlattboden wurden folgende Arten erfasst:
- Höhere Pflanzen/Farne

Anthericum ramosum (Ästige Graslilie), Aquilegia vulgaris agg. (Artengruppe Gewöhnliche Akelei), Campanula glomerata (Büschel-Glockenblume), Carex davalliana (Davalls Segge), Carex distans (Lücken-Segge), Carex flava agg. (Artengruppe Gelbsegge), Carex hostiana (Saum-Segge), Carex lepidocarpa (Schuppenfrüchtige Gelbsegge), Carex nigra agg. (Artengruppe Braune Segge), Carex paniculata (Rispen-Segge), Carex rostrata (Schnabel-Segge), Carex tomentosa (Filz-Segge), Carlina acaulis (Stängellose Eberwurz), Carlina vulgaris agg. (Artengruppe Gewöhnliche Eberwurz), Cephalanthera damasonium (Weißes Waldvöglein), Cirsium rivulare (Bach-Kratzdistel), Convolvulus arvensis (Acker-Winde), Crepis alpestris (Alpen-Pippau), Dactylorhiza majalis agg. (Artengruppe Breitblättriges Knabenkraut), Daphne mezereum (Kellerhals), Dianthus carthusianorum (Karthäuser-Nelke), Digitalis grandiflora (Großblütiger Fingerhut), Eleocharis quinqueflora (Armblütige Sumpfbinse), Epipactis atrorubens (Rotbraune Stendelwurz), Epipactis helleborine agg. (Artengruppe Breitblättrige Stendelwurz), Epipactis palustris (Sumpf-Stendelwurz), Eriophorum angustifolium (Schmalblättriges Wollgras), Eriophorum latifolium (Breitblättriges Wollgras), Filipendula vulgaris (Knollige Spierstaude), Galium boreale (Nordisches Labkraut), Genista sagittalis (Flügel-Ginster), Gentianella germanica (Deutscher Enzian), Gymnadenia conopsea (Mücken-Händelwurz), Juniperus communis (Gewöhnlicher Wacholder), Melampyrum arvense (Acker-Wachtelweizen), Melittis melissophyllum (Immenblatt), Muscari botryoides (Kleine Traubenhyazinthe), Neslia paniculata (Finkensame), Orchis mascula (Stattliches Knabenkraut), Orchis militaris (Helm-Knabenkraut), Orchis morio (Kleines Knabenkraut), Papaver dubium (Saat-Mohn), Parnassia palustris (Herzblatt), Peucedanum cervaria (Hirsch-Haarstrang), Phyteuma orbiculare agg. (Artengruppe Kugel-Teufelskralle), Pinguicula vulgaris (Gewöhnliches Fettkraut), Platanthera bifolia (Weiße Waldhyazinthe), Polygala amarella (Sumpf-Kreuzblume), Polygonatum odoratum (Salomonssiegel), Primula veris (Arznei-Schlüsselblume), Pulsatilla vulgaris (Gewöhnliche Kuhschelle), Silene noctiflora (Acker-Leimkraut), Tanacetum corymbosum (Ebensträußige Wucherblume), Thesium bavarum (Berg-Leinblatt), Thesium pyrenaicum (Wiesen-Leinblatt), Tofieldia calyculata (Gewöhnliche Simsenlilie), Trifolium montanum (Berg-Klee), Triglochin palustre (Sumpf-Dreizack), Trollius europaeus (Trollblume)
- Schmetterlinge

Aporia crataegi (Baum-Weißling), Brenthis ino (Mädesüß-Perlmuttfalter), Boloria dia (Magerrasen-Perlmuttfalter), Coenonympha glycerion (Rotbraunes Wiesenvögelchen), Colias alfacariensis (Hufeisenklee-Gelbling), Colias hyale (Weißklee-Gelbling), Cupido minimus (Zwerg-Bläuling), Cyaniris semiargus (Rotklee-Bläuling), Erynnis tages (Kronwicken-Dickkopffalter), Hamearis lucina (Schlüsselblumen-Würfelfalter), Hesperia comma (Komma-Dickkopffalter), Melitaea britomartis (Östlicher Scheckenfalter), Melitaea diamina (Baldrian-Scheckenfalter), Mellicta athalia (Wachtelweizen-Scheckenfalter), Mellicta parthenoides (Westlicher Scheckenfalter), Nymphalis antiopa (Trauermantel), Palaeochrysophanus hippothoe (Lilagold-Feuerfalter), Papilio machaon (Schwalbenschwanz), Plebicula dorylas (Wundklee-Bläuling), Plebicula thersites (Esparsetten-Bläuling), Pyrgus malvae (Kleiner Würfel-Dickkopffalter), Pyrgus serratulae (Schwarzbrauner Würfel-Dickkopffalter), Spialia sertorius (Roter Würfel-Dickkopffalter), Thymelicus acteon (Mattscheckiger Braun-Dickkopffalter)
- Geradflügler

Chorthippus mollis (Verkannter Grashüpfer), Chorthippus montanus (Sumpfgrashüpfer), Platycleis albopunctata (Westliche Beißschrecke), Psophus stridulus (Rotflügelige Schnarrschrecke), Tetrix bipunctata (Zweipunkt-Dornschrecke)